# Айсберг (льодовий палац спорту)
Палац зимового спорту «Айсберг» — льодова арена на 12 тис. глядачів, що розташована у районі Адлер міста Сочі. Палац спорту має льодову ковзанку розміром 60 × 30 метрів та тренувальний майданчик для змагань з фігурного катання та льодову ковзанку розміром 60 × 30 метрів для змагань шорт-треку на зимових Олімпійських ігор 2014.

## Опис
Будівництво палацу спорту «Айсберг» розпочалося 2009 і тривало до червня 2012 року. Вартість будівництва за одними оцінками становить 75 млн доларів США, за іншими — 200 млн євро. Для будівництва арени знадобилося 15 тисяч металевих конструкцій. Палац спорту являє собою будівлю з хвилеподібним фасадом, вкритим скляними вітражами синіх тонів.

## Післяолімпійське використання
Будівництво арени велося з розрахунку на можливість її демонтажу та перенесення після зимових Олімпійських ігор 2014 до іншого міста Росії. Після проведення фіналу Гран-прі з фігурного катання 2012/2013 було запропоновано залишити споруду у Сочі та використовувати її для підготовки російських фігуристів. У серпні 2013 року російський уряд вніс до постанови «Про програму будівництва олімпійських об'єктів та розвитку міста Сочі як гірськокліматичного курорту» зміни, відповідно до яких палац спорту «Айсберг» після Олімпіади буде перепрофільовано у велотрек.

## Галерея

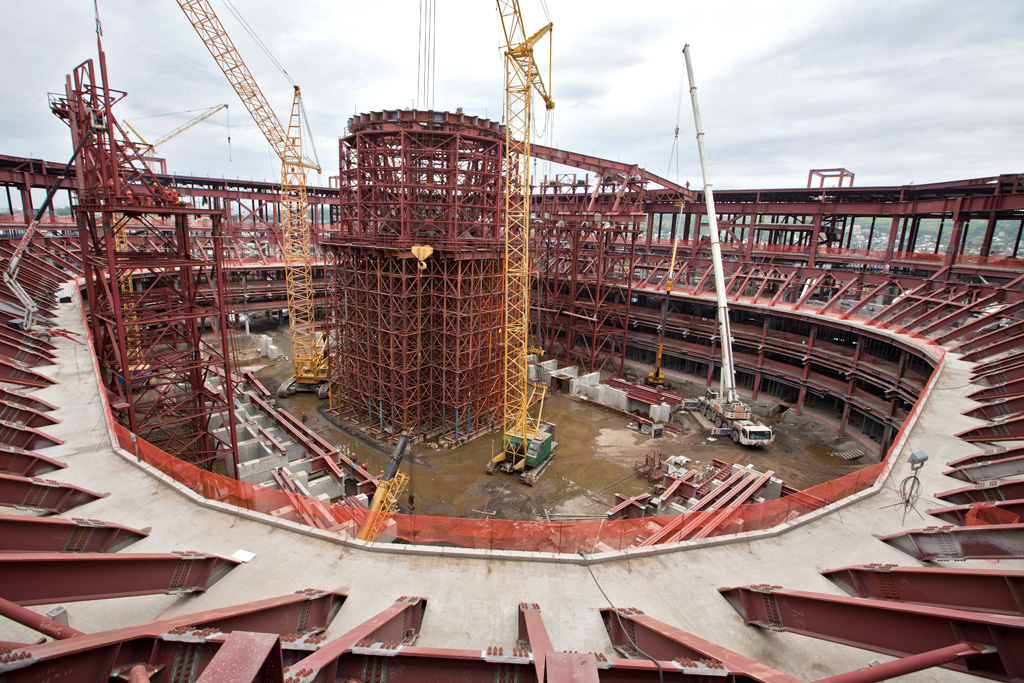
Будівництво арени (травень 2011)
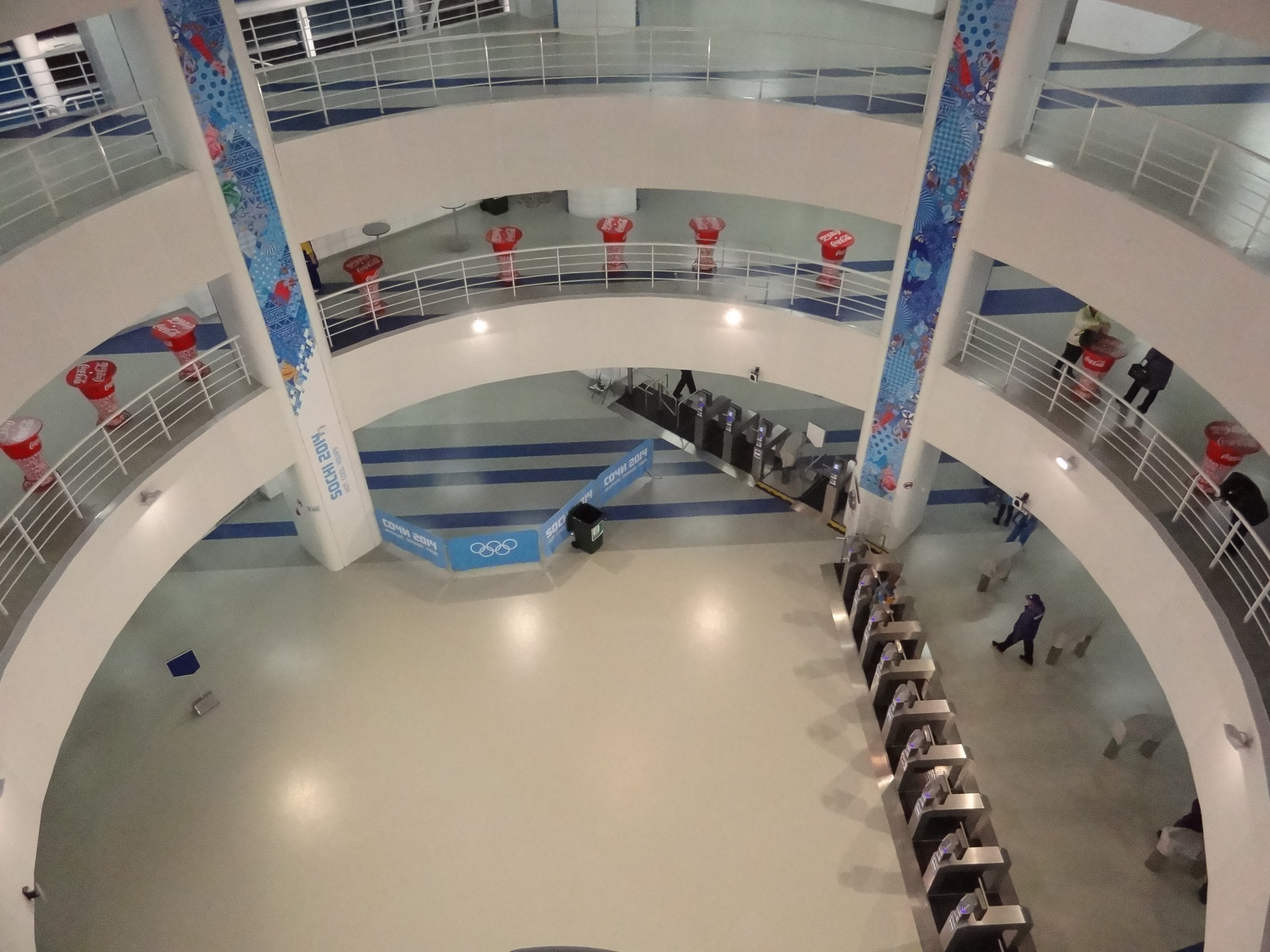
Інтер'єр «Айсберга»